# Kepkiriwát
Le kepkiriwát est une langue tupi parlée au Brésil dans l'État de Rondônia, le long des affluents du Rio Machado, dans la région de Ji-Paraná.
La langue est éteinte et n'est connue que par une liste de mots.

## Classification
Le kepkiriwát fait partie de la famille des langues tupari, une des branches des langues tupi.